# La melodia del cuore
La melodia del cuore (Brighter Than the Sun) è un romanzo della scrittrice americana Julia Quinn pubblicato nel 1997. Il romanzo appartiene alla saga nota come Lyndon Sisters.

## Trama
Eleanor Lyndon, intelligente e determinata, conduce una vita tranquilla come figlia di un vicario. Quando Charles Wycombe, conte di Billington, cade da cavallo proprio vicino a lei, le propone impulsivamente un matrimonio: ha bisogno urgente di una moglie per mantenere la propria eredità. Eleanor accetta, ma si ritrova coinvolta in una vita piena di intrighi, misteri e un marito che nasconde più di un segreto. Mentre la passione cresce, entrambi devono affrontare le loro paure e imparare a fidarsi davvero l’uno dell’altra.

## Edizioni
- Julia Quinn, La melodia del cuore, Mondadori, 2024.